# Chautauqua County (Kansas)
Chautauqua County is een county in de Amerikaanse staat Kansas.
De county heeft een landoppervlakte van 1.662 km² en telt 4.359 inwoners (volkstelling 2000). De hoofdplaats is Sedan.